# Флика
«Флика» (англ. Flicka) — американский семейный приключенческий фильм-драма 2006 года, основанный на детском романе 1941 года «Моя подруга Флика» писательницы Мэри О’Хара.

## Сюжет
16-летняя Кэти Маклафлин мечтает управлять конным ранчо отца в Вайоминге, но у того другие планы. Он готовит её старшего брата Говарда к владению поместьем и отправляет Кэти в частную школу, где она чувствует себя неудачницей. Робу трудно понять свою дочь, поскольку она постоянно бросает вызов его родительской власти, чтобы идти своим собственным путём. Когда она возвращается домой на лето, Кэти встречает неодобрение отца, потому что она не закончила письменное задание в школе, но её приветствуют мать Нелл и Ховард. Брат Кэти хочет поступить в колледж. Во время прогулки девушка находит чёрного дикого мустанга и чувствует связь с лошадью. Она отправляется приручить Флику (маленькая девочка в переводе со шведского), несмотря на протесты отца.

## В ролях
- Элисон Ломан — Кэти
- Тим Макгро — Роб
- Мария Белло — Нелл
- Райан Квонтен — Ховард
- Даллас Робертс — Гас
- Ник Сирси — Норберт
- Кэйли Дефер — Миранда Куп
- Джеффри Нордлинг — Рик Куп
- Арми Хаммер — староста

## Сиквелы
Фильм получил несколько продолжений, первое из которых, «Флика 2», было выпущено непосредственно на DVD 4 мая 2010 года. Главные роли исполнили актёры Патрик Уорбертон, Таммин Сурсок, Рейли Долмэн и Клинт Блэк.